# Bericht über die zur Bekanntmachung geeigneten Verhandlungen der Königlich Preussischen Akademie der Wissenschaften zu Berlin
Bericht über die zur Bekanntmachung geeigneten Verhandlungen der Königlich Preussischen Akademie der Wissenschaften zu Berlin (abreviado Ber. Bekanntm. Verh. Königl. Preuss. Akad. Wiss. Berlin) fue una revista ilustrada con descripciones botánicas. Se publicó en Berlín desde 1836 hasta 1855. Fue reemplazada en 1956 por Monatsberichte der Koniglich Preussischen Akademie der Wissenschaften zu Berlin.